# Aero L-39 Albatros
L'Aero L-39 Albatros è un monomotore a getto da addestramento avanzato ad alte prestazioni, prodotto dall'azienda cecoslovacca Aero Vodochody negli anni settanta ed utilizzato nelle forze aeree del Patto di Varsavia, principalmente nella forza aerea sovietica Voenno-vozdušnye sily, ed in molte altre forze filosovietiche a livello mondiale.
Primo esempio di addestratore a getto di seconda generazione e primo ad essere equipaggiato di motore turboventola, l'Albatros sostituì gradualmente il precedente L-29 Delfín rimanendo in produzione dal 1970 al 1997 ed eguagliandone il successo con oltre 2 900 esemplari realizzati. Successivamente fornì la base per ulteriori sviluppi che si concretizzarono nei modelli L-59 Super Albatros ed Aero L-159 ALCA caratterizzati dall'incremento nelle prestazioni complessive. Analogamente ai pari ruolo contemporanei di produzione occidentale, alla versione da addestramento ne venne affiancata una da attacco leggero dotata di armamento.

## Storia del progetto
Il progetto dell'L-39 Albatros si deve ad uno specifico requisito, denominato "C-39" (C per cvičný - addestratore), emesso negli anni sessanta per la fornitura di un addestratore che avesse il compito di sostituire l'L-29 Delfín nelle scuole di volo delle varie aeronautiche militari del blocco sovietico. La cecoslovacca Aero Vodochody, che nello sviluppo ricevette un significativo supporto dall'Unione Sovietica, realizzò un velivolo predisposto per poter essere velocemente convertito in un aereo da attacco leggero con compiti di supporto alle truppe a terra, una soluzione questa, già adottata da concorrenti occidentali quali il britannico Hawker Siddeley Hawk o l'italiano Aermacchi MB-339.
Il prototipo venne approntato nel 1968 e portato in volo per la prima volta il 4 novembre dello stesso anno.

## Tecnica
L'L-39 è costruito per compiti di esplorazione e addestramento ed è caratterizzato da un aspetto diventato uno standard nel campo degli addestratori di recente produzione; abitacolo biposto in tandem con il posteriore rialzato destinato all'istruttore, dimensioni compatte, ala con valori angolari di freccia e diedro vicini allo zero per favorirne le caratteristiche di alta manovrabilità e di volo acrobatico.
La fusoliera è realizzata in leghe metalliche e materiali compositi, con la parte anteriore in fibra di vetro che incorpora l'abitacolo a due posti in tandem, l'anteriore riservato il pilota ed il posteriore, rialzato per favorire la visibilità fronte volo, per l'istruttore, accessibile dal tettuccio apribile separatamente ed incernierato a destra.
L'ala, montata bassa, era dotata di una freccia alare appena pronunciata, con pianta a doppio cono (double-taper) ed allungamento alare relativamente basso. Ad essa sono integrati, in maniera permanente, due serbatoi dalla capacità di 100 L ciascuno.
Il modello basico aveva solo due piloni per un massimo di 500 kg di carico, ma dopo di questo, denominato L-39C, arrivò l'L-39ZO con quattro piloni per 1 100 kg, poi l'L-39ZA che aggiungeva anche un cannone da 23 mm con appena 150 colpi.

## Impiego operativo
Molti paesi esteri hanno approfittato dell'economicità dell'Albatros e ne hanno acquistati in quantità. Negli Stati Uniti d'America è un jet popolarissimo, in quanto costituisce il minimo indispensabile per dare l'ebbrezza del volo a reazione, con un consumo dichiarato di soli 380 litri di cherosene l'ora.
La sua evoluzione ha portato all'L-59 e all'L-159, con elettronica e motore molto potenziati, al punto che l'ultimo di questi è stato prodotto anche in modelli da combattimento veri e propri (sempre biposto).

## Versioni

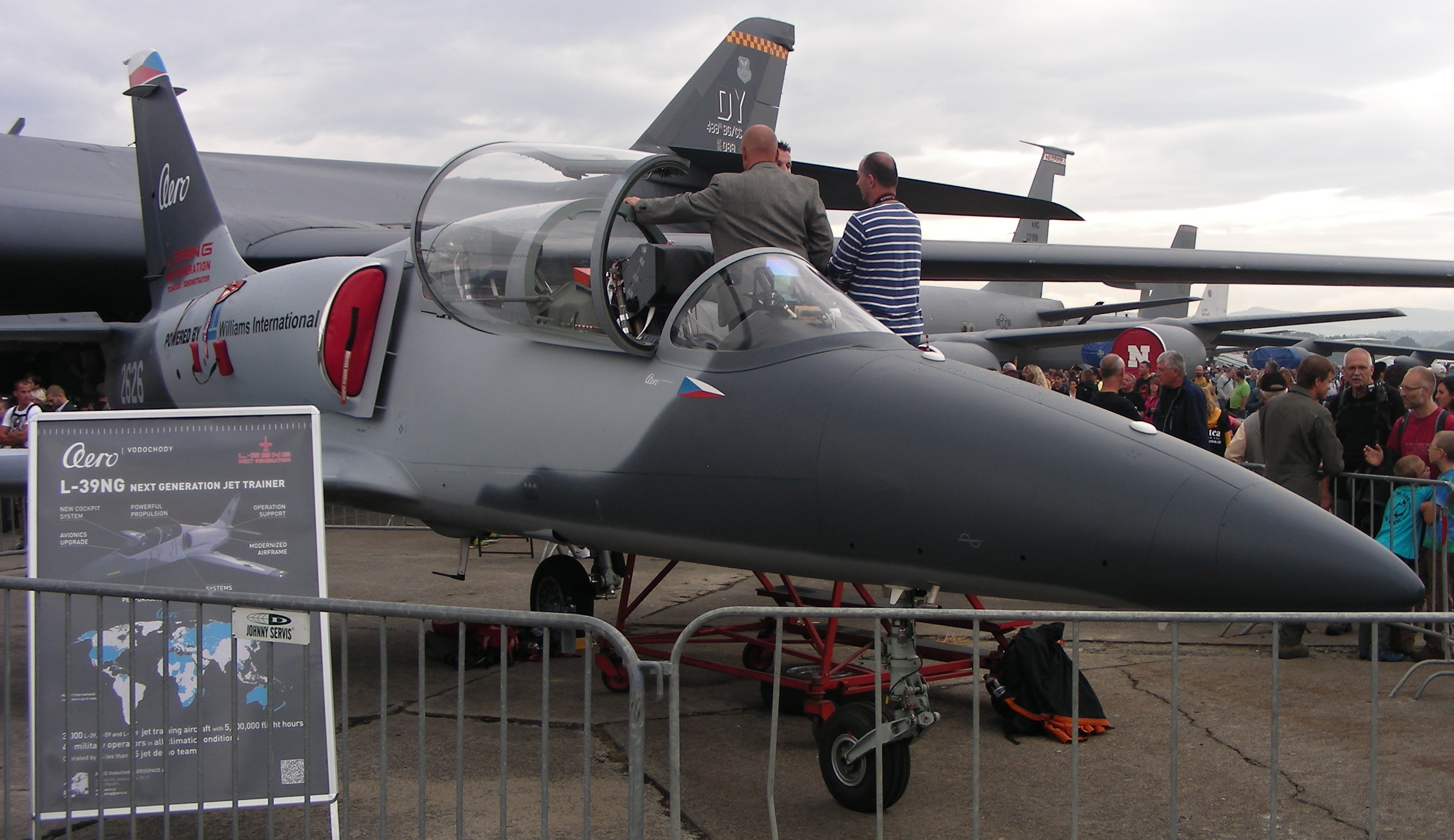
Il prototipo dell'L-39NG

L-39X-02 - X11
prototipi realizzati in 10 esemplari.
L-39C (C per Cvičná - addestratore)
versione standard di produzione di serie.
L-39V (V per Vlečná - traino)
versione monoposto per il traino del bersaglio KT-04, prodotta in 8 esemplari. Gli esemplari erano dipinti in un insolito schema giallo e bianco per facilitare la loro distinzione dal bersaglio.
L-39ZO (Z per Zbraně - armato)
versione da attacco leggero caratterizzata dall'adozione di 4 piloni subalari e dalla struttura alare rinforzata.
L-39ZA
significativo sviluppo della versione L-39ZO caratterizzata da un carrello d'atterraggio irrobustito, una maggiore capacità di carico bellico e l'adozione di un cannone automatico binato GSh-23L da 23 mm posizionato in un pod sotto l'abitacolo.
L-39Z/ART
versione per l'esportazione richiesta dalla Thailandia e dotata di avionica israeliana Elbit Systems.
L-39MS
versione da addestramento, ulteriore sviluppo del progetto originale ridenominata successivamente L-59 Super Albatros.
L-39NG (Next Generation)
versione ammodernata dotata di importanti aggiornamenti quali una nuova avionica, motore Williams International FJ44-4M, nuovo sistema di controllo del volo che deve ottimizzare le più avanzate caratteristiche aerodinamiche del velivolo, esteso ricorso ai compositi e l’adozione di un canopy a pezzo singolo, con una nuova disposizione delle 2 postazioni e che offre una maggiore visibilità per i piloti. Altra caratteristica principale dell’L-39NG è l’adozione della nuova ala bagnata che ha consentito di rimuovere i serbatoi alle estremità alari conferendo al velivolo maggiore manovrabilità e minore drag aerodinamico a tutto vantaggio pure dell’autonomia. La nuova versione ha volato per la prima volta nel 2015 ed è stata proposta sia quale retrofit per le centinaia di L-39 ancora esistenti, sia quale eventuale nuova produzione.

## Utilizzatori

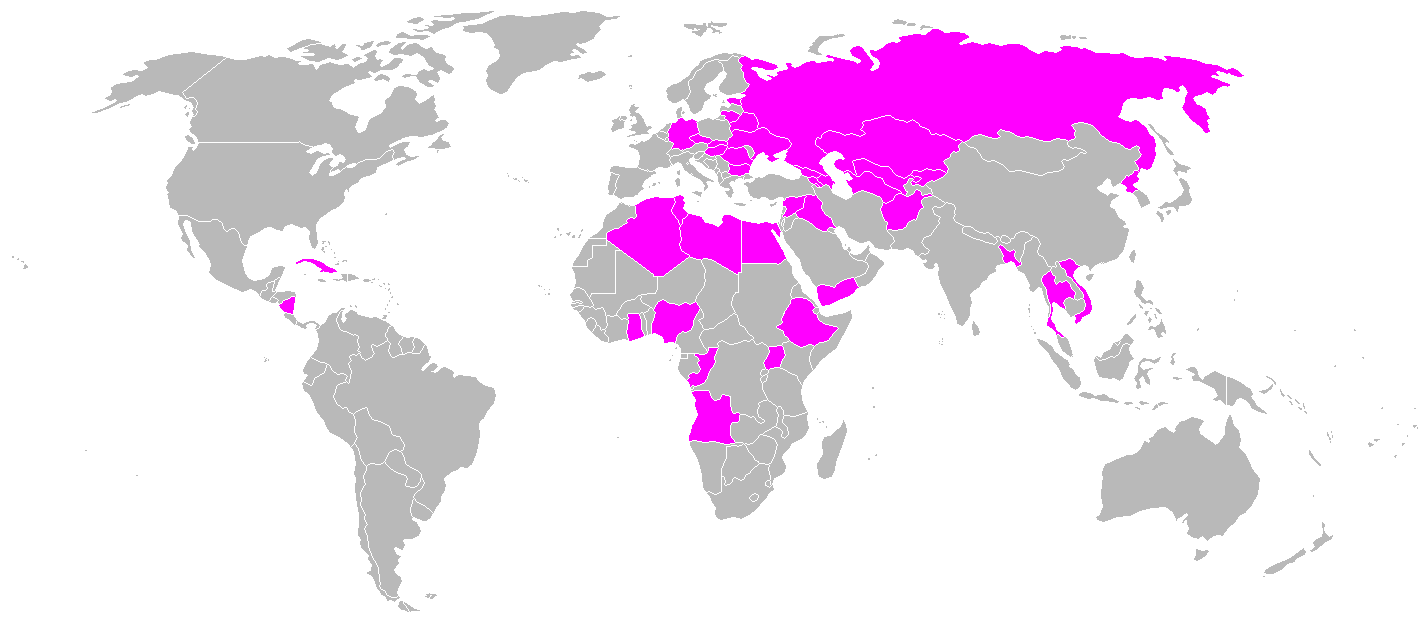
Operatori mondiali dell'Albatros.

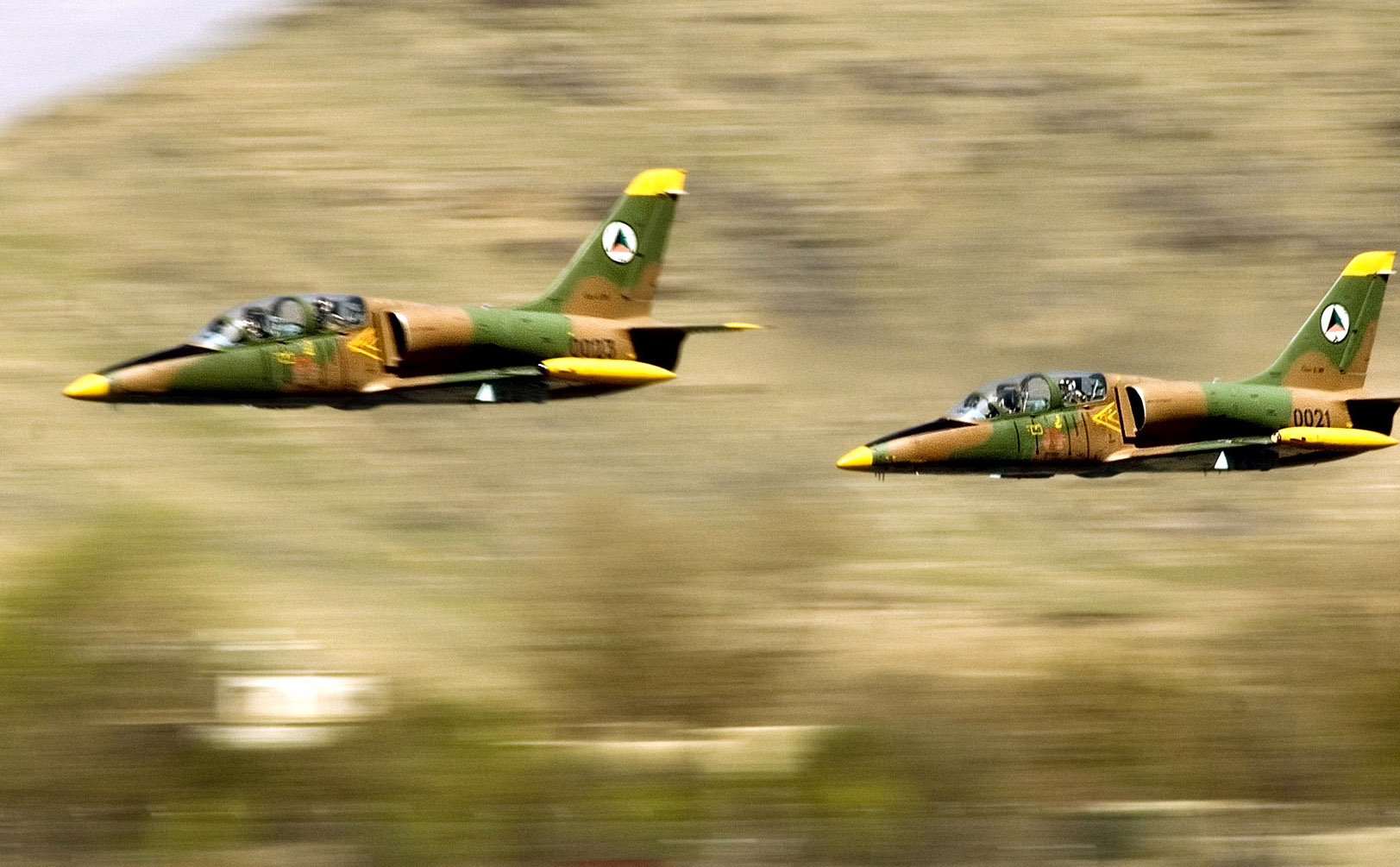
Una formazione di L-39 dell'afghana Afghan National Army Air Force.

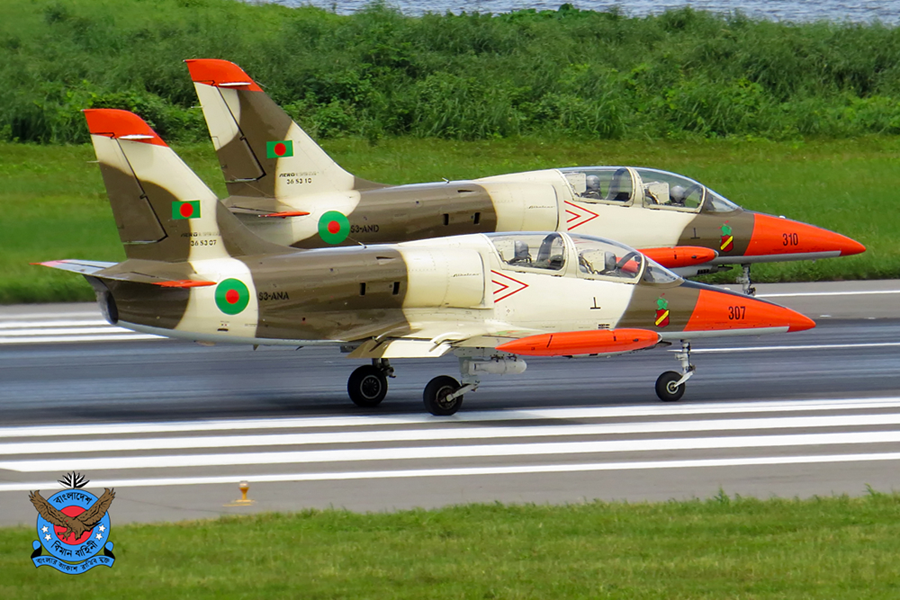
L-39 Albatros, Bangladesh Biman Bahini

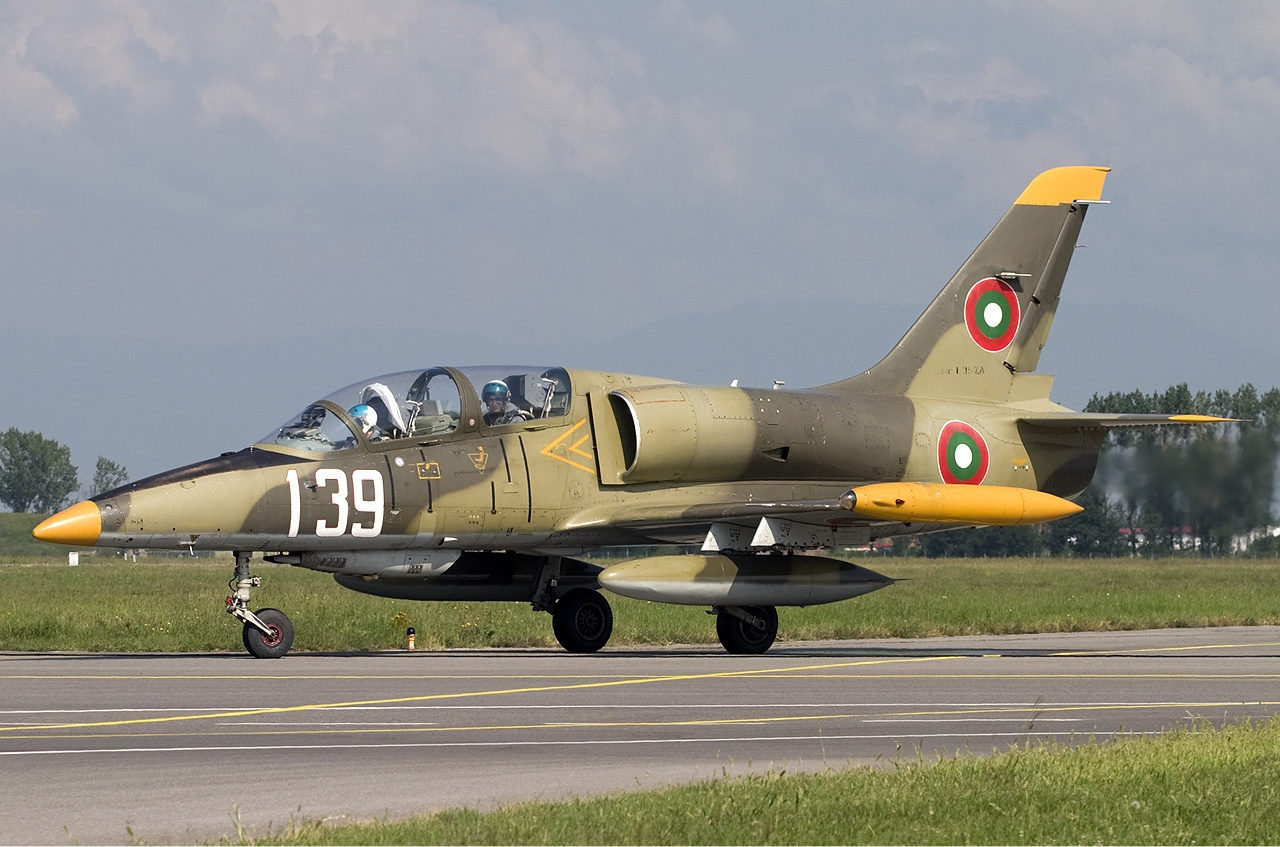
Aero L-39ZA Albatros, Voenno-vozdušnye sily i vojska protivovozdušnoj oborony

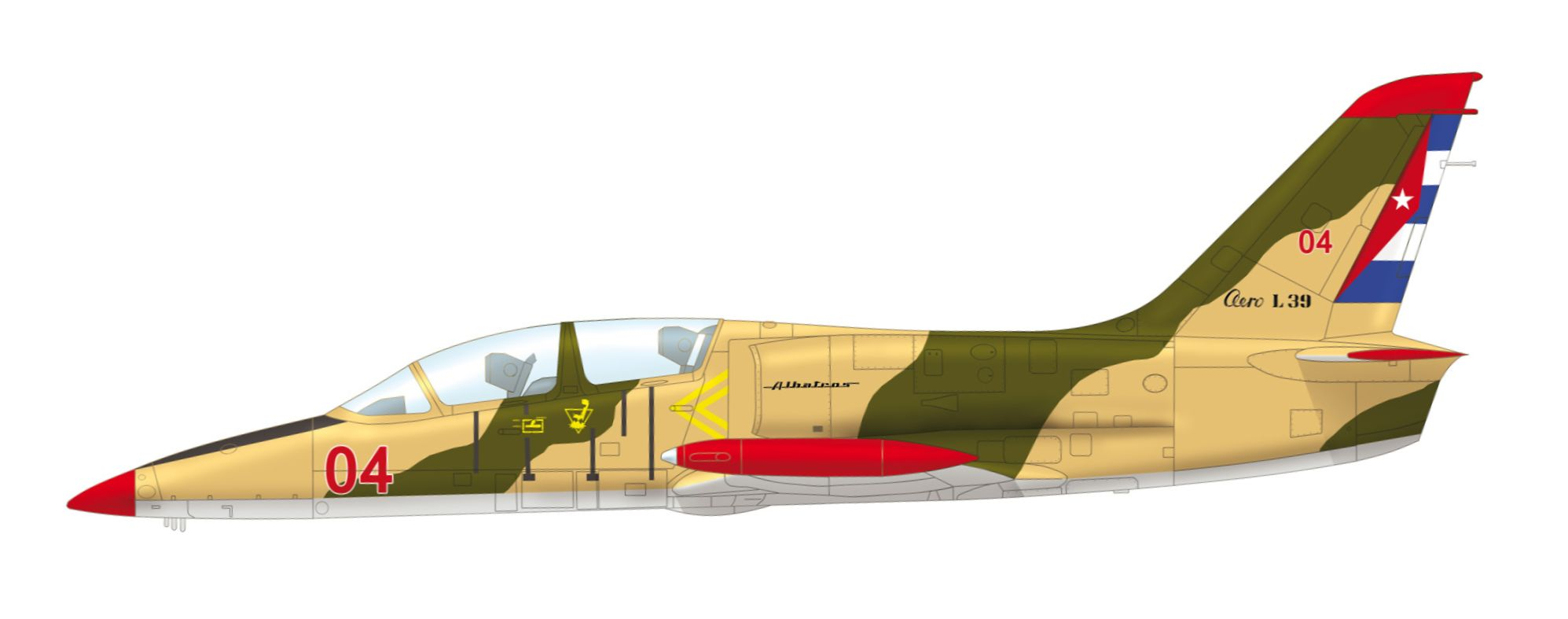
L-39C, Defensa Anti-Aérea y Fuerza Aérea Revolucionaria

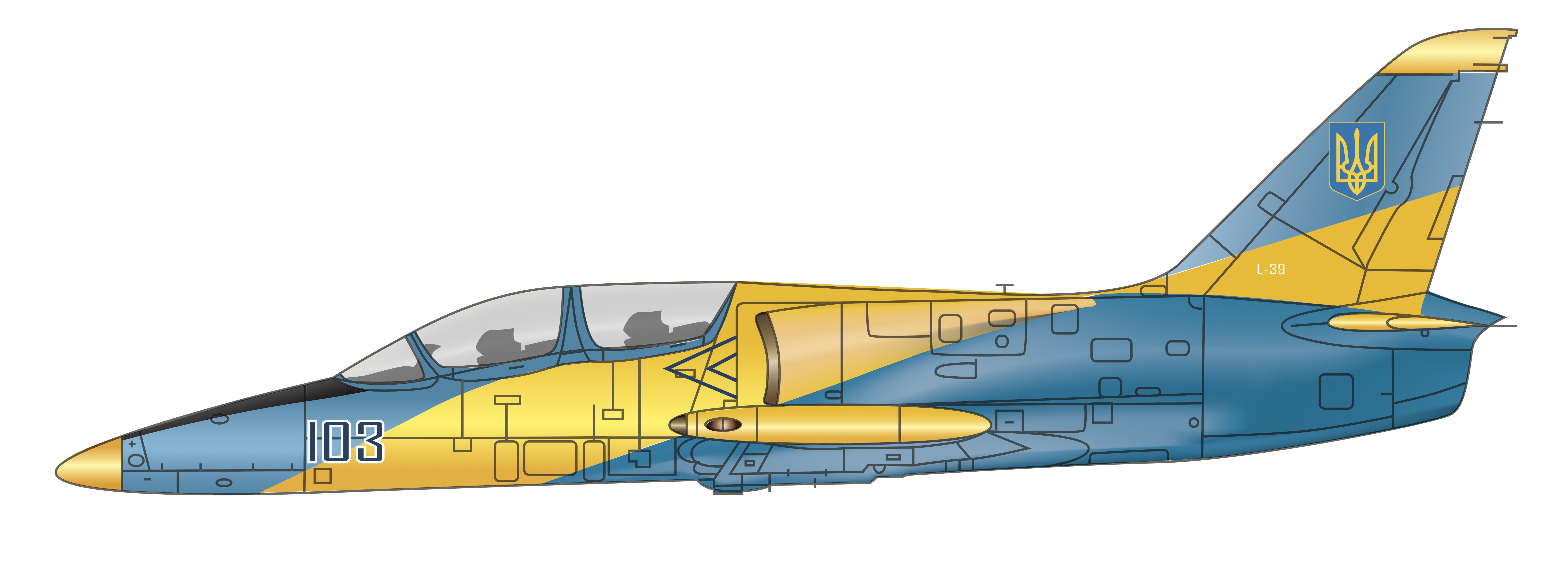
L-39M1, Aeronautica militare Ucraina

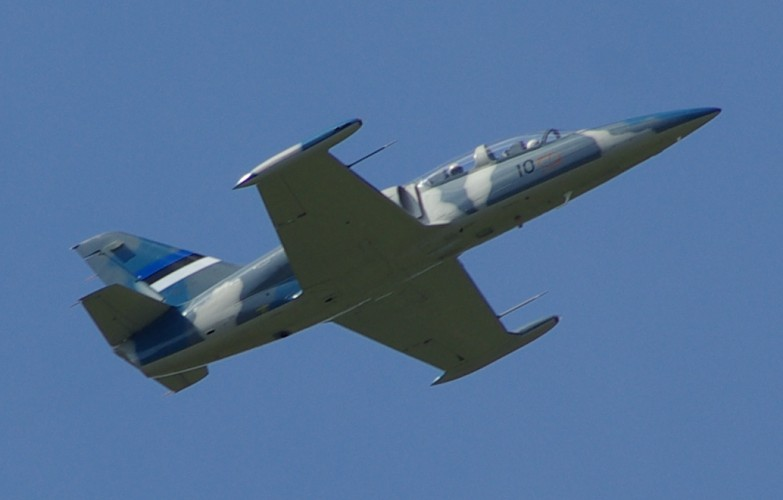
Un L-39 estone in volo.

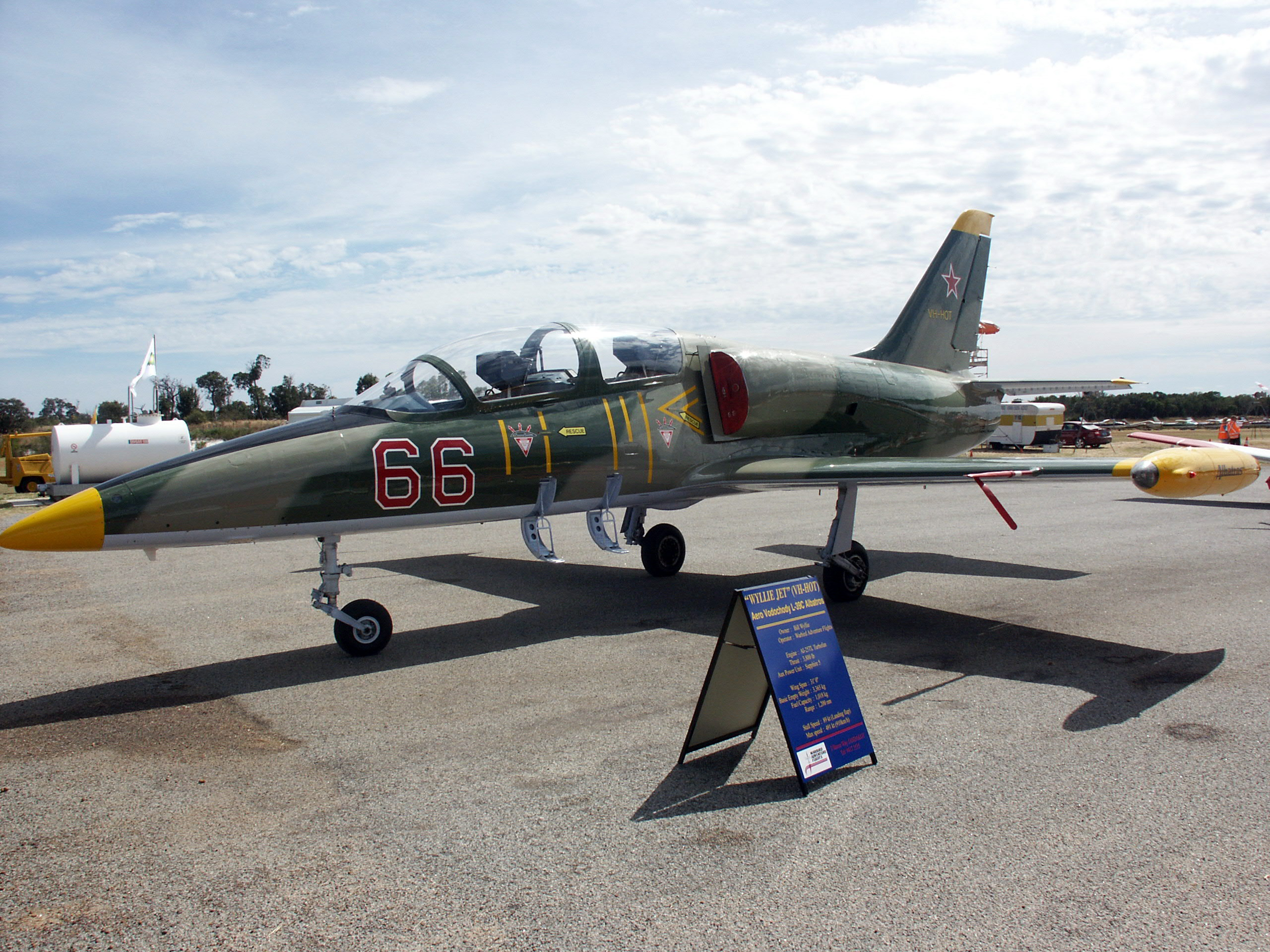
Un L-39C Albatros civile fotografato in livrea mimetica in Australia.

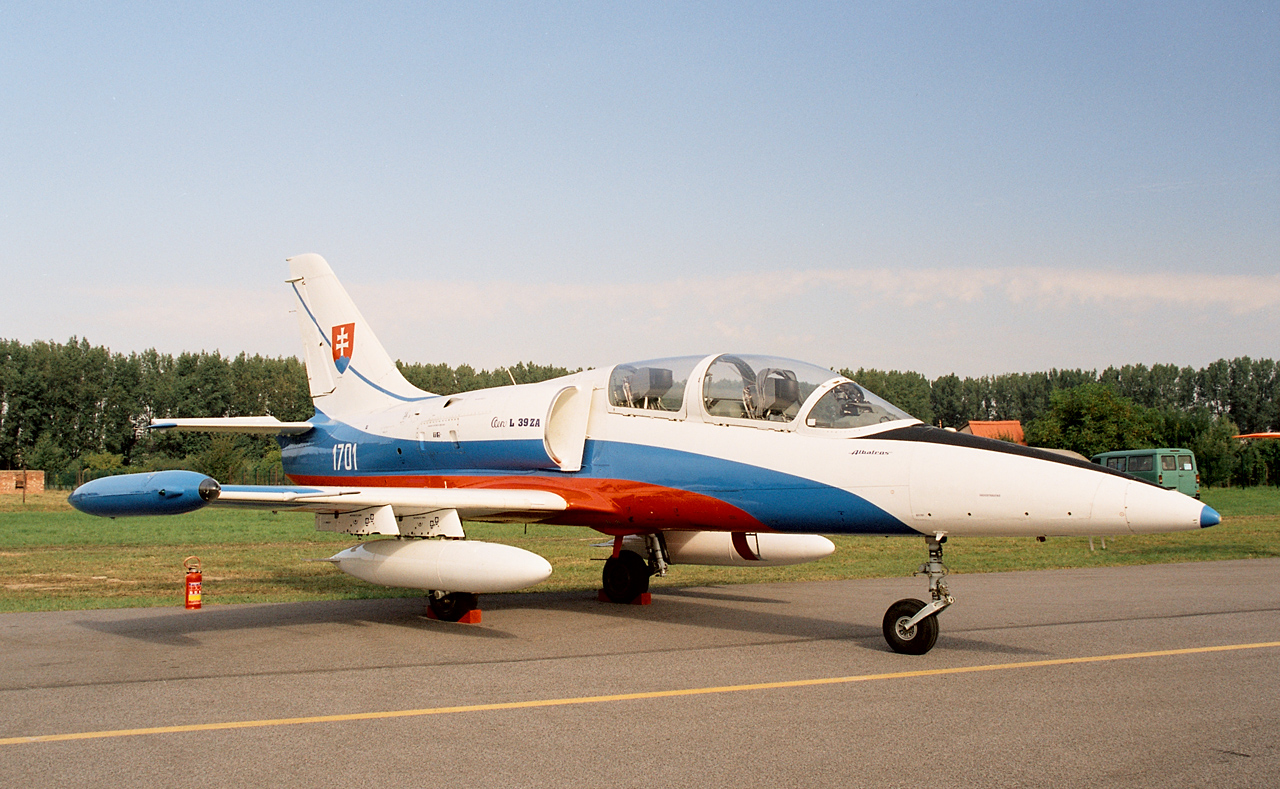
Il L-39ZA n. 1701 della slovacca Vzdušné sily Slovenskej republiky nella livrea della pattuglia acrobatica Biele Albatrosy in mostra statica al Radom AirShow del 2005, Polonia.

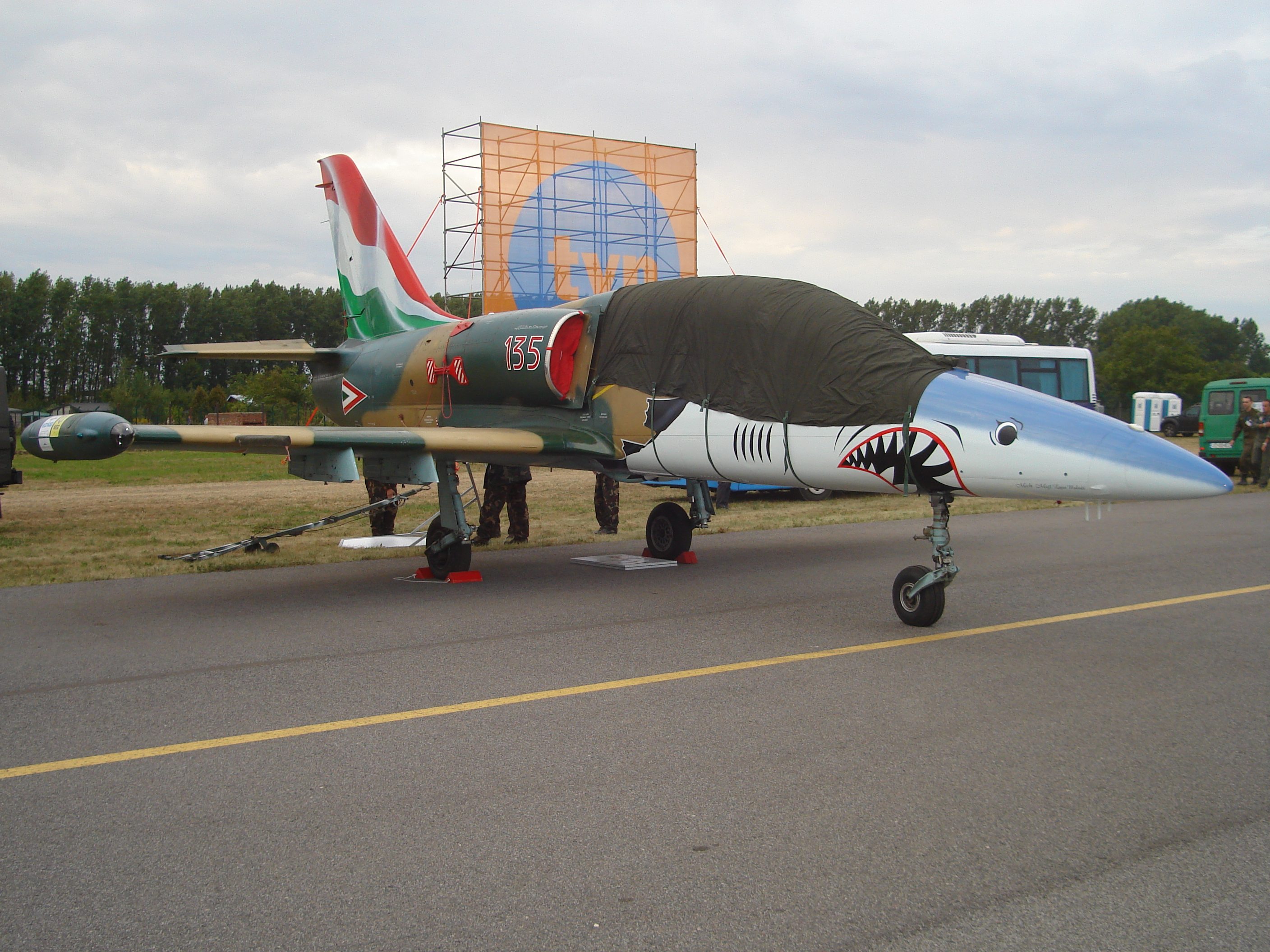
Un Aero L-39ZO Albatros

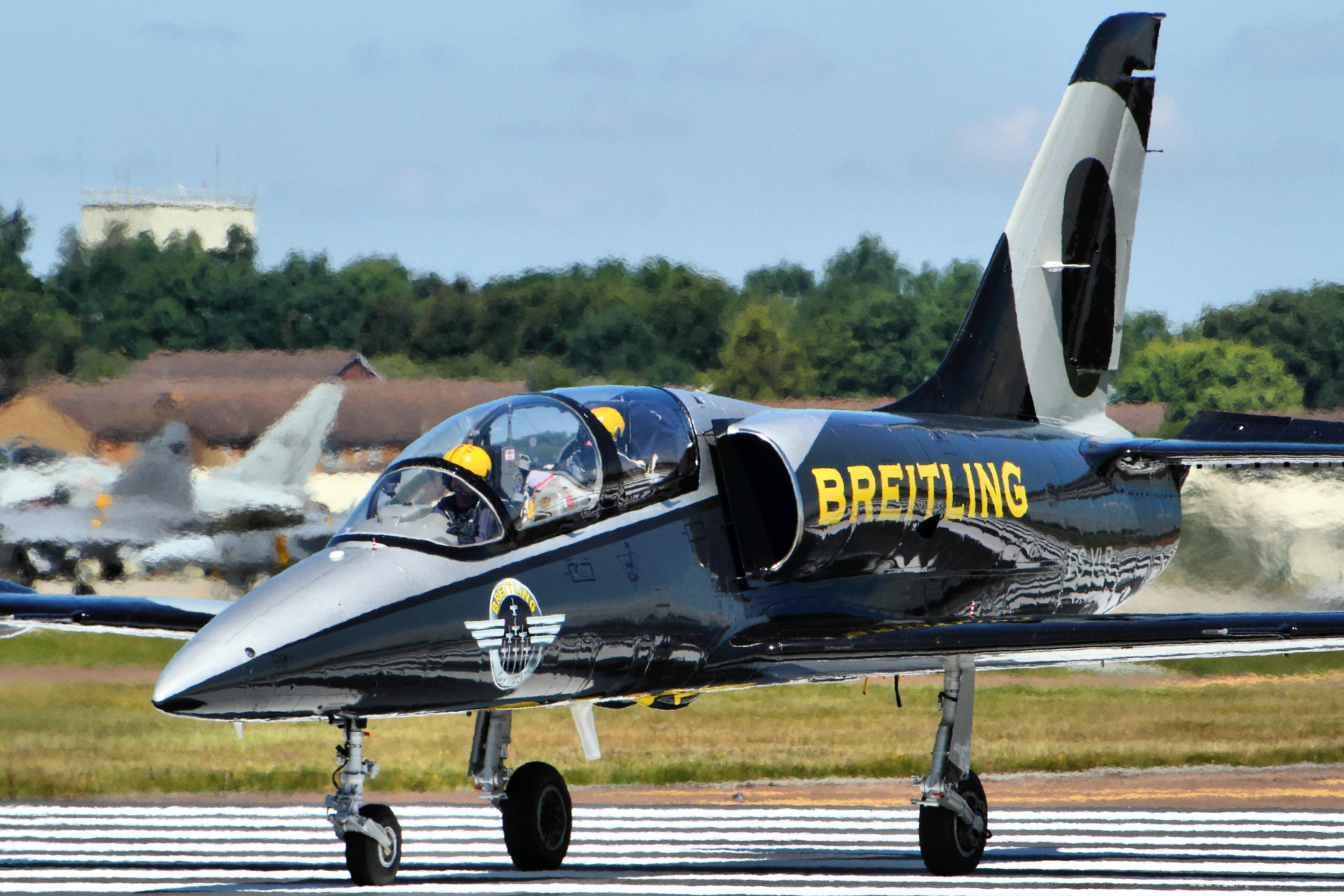
Aero L-39C del Breitling Jet Team

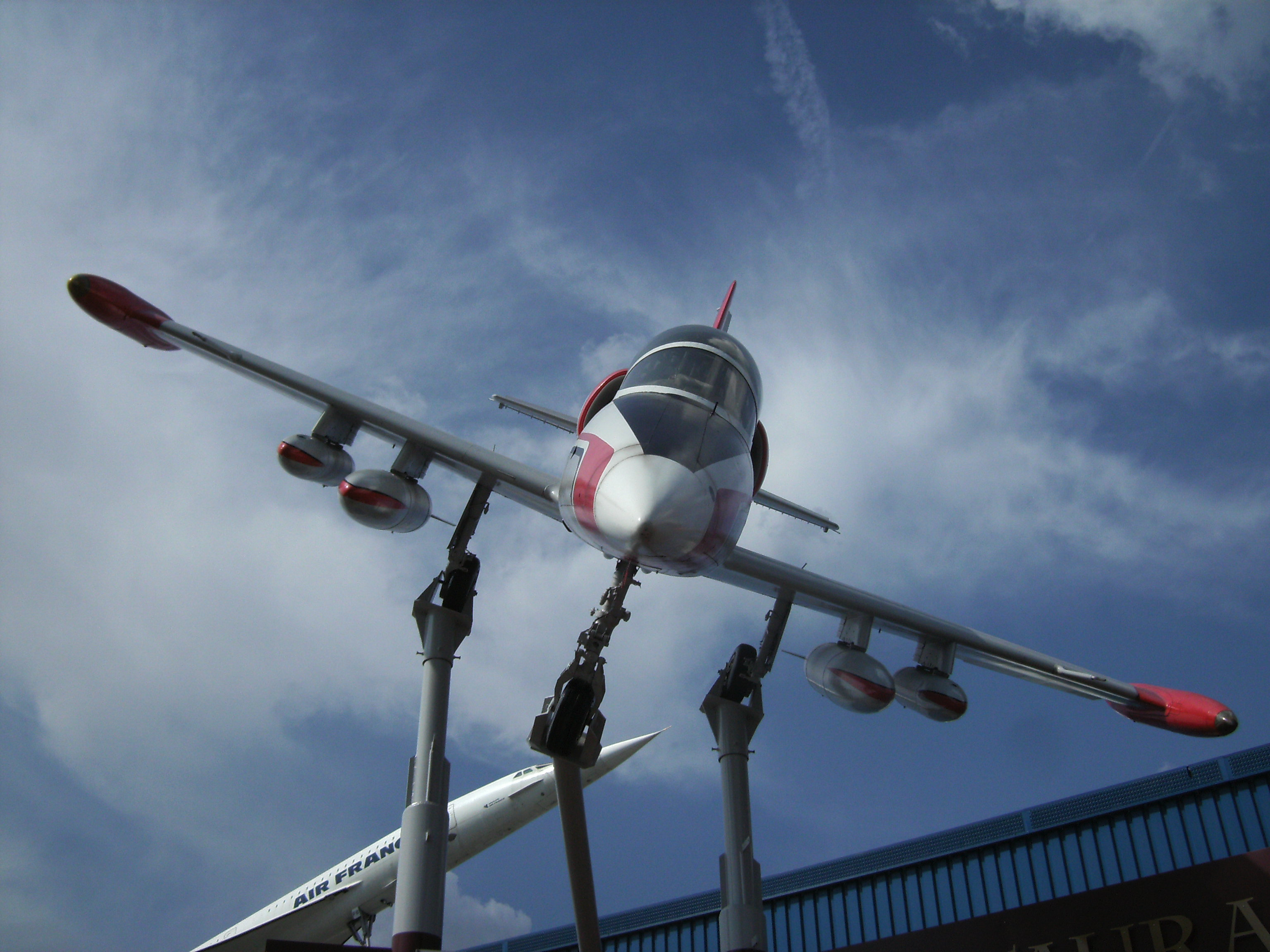
Aero L-39 nel Museo automobilistico e tecnologico di Sinsheim

### Civili
Francia
- Breitling Jet Team

7 L-39C Albatros con livrea giallo-nera.
 Italia
- Blueagles

2 L-39C consegnati.
 Lettonia
- Baltic Bees Jet Team

6 L-39C Albatros con livrea giallo-blu.
 Paesi Bassi
- AEC Skyline

1 L-39ZO (matricola N139LE) e 1 L-39C (matricola N139LZ) precedentemente registrati in Estonia, con il primo originariamente appartenuto alle Forze e Difesa aeree della Repubblica Democratica Tedesca, ed il secondo proveniente dal Kirghizistan. Ulteriori 3 L-39ZA/ART ex Reale Aeronautica thailandese acquistati a fine ottobre 2024.
 Stati Uniti
- Draken International

5 L-39 in servizio al novembre 2019.
- Patriots Jet Team

8 L-39 consegnati.
- Lancaster Airport, TX[16]

3 L-39 ZA in servizio

### Militari

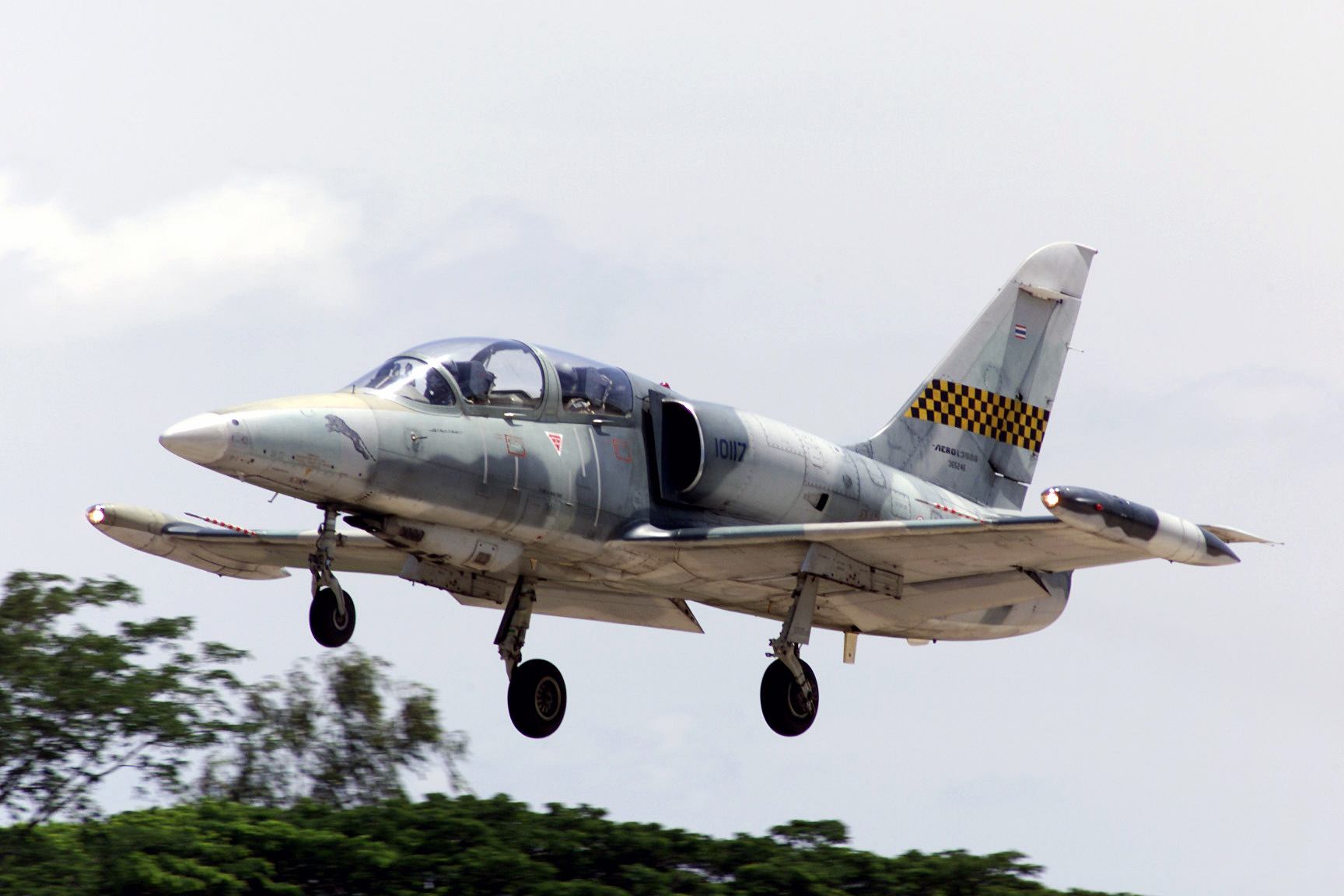
L-39ZA Albatros, Kongthap Akat Thai

Afghanistan
- Afghan Republican Air Force[17]

 Afghanistan
- Air Defense Force of the Islamic State of Afghanistan[17].

 Algeria
- Al-Quwwat al-Jawwiyya al-Jaza'iriyya

35 tra L-39C ed L-39ZA in servizio al marzo 2019.
 Angola
- Força Aérea Nacional Angolana

A maggio 2023 è stato firmato un contratto con la ceca Aero Vodochody con il quale i 4 L-39C ancora in organico saranno aggiornati allo standard L-39CW. L'aggiornamento (inizio previsto per la seconda metà del 2023) prevede revisione delle cellule, nuova avionica e motori statunitensi Williams FJ44-4M, che li porterà ad uno standard simile al nuovo Aero L-39NG.
 Armenia
- Hayastani R'azmao'dayin Owjher

4 L-39C in servizio a novembre 2015.
 Azerbaigian
- Azərbaycan hərbi hava qüvvələri

12 L-39C consegnati e tutti in servizio al giugno 2020.
 Bangladesh
- Bangladesh Biman Bahini

8 L-39ZA consegnati, 7 in servizio al febbraio 2021.
 Bielorussia
- Voenno-vozdušnye sily i vojska protivovozdušnoj oborony

10 L-39C ex ucraini acquistati nel 2005 e tutti in servizio al novembre 2019.
 Bulgaria
- Bălgarski Voennovăzdušni sili

36 L-39ZA consegnati a partire dal 1986. A fine gennaio 2023 i primi due dei sei esemplari in ancora in servizio sono stati inviati in Repubblica Ceca per essere sottoposti ad un programma di aggiornamento che comprende: revisione dei motori, sostituzione dell'avionica russa originale con quella occidentale, nuove apparecchiature di navigazione, comunicazione, identificazione e registrazione.
 Cambogia
- Toap Akas Khemarak Phoumin

14 consegnati, non si conosce il numero di quanti dei 5 ancora disponibili siano operativi.
 Rep. Ceca
- Vzdušné síly armády České republiky

29 L-39C e 10 L-39ZA consegnati, ne restano in servizio, al gennaio 2018, 7 del primo e 4 del secondo.
 Cecoslovacchia
- Československé Vojenské Letectvo

 Rep. Centrafricana
- Force Aérienne Centrafricaine

2 L-39C ricevuti di seconda mano  consegnati dalla Russia ad agosto 2022; più 6 L-39C, ricevuti in due lotti da tre esemplari ad aprile ed il 15 maggio del 2023.
 Corea del Nord
- Chosŏn Inmin Kun Konggun

80 L-39C consegnati, ne restano in servizio 12 al novembre 2018.
 Cuba
- Defensa Anti-Aérea y Fuerza Aérea Revolucionaria

30 L-39C consegnati, 7 in servizio all'aprile 2019.
 Germania Est
- Luftstreitkräfte und Luftverteidigung der Deutschen Demokratischen Republik

52 L-39ZO e 2 L-39V ex cecoslovacchi ricevuti. 24 L-39ZO ceduti all'Ungheria nel 1993.
 Egitto
- Al-Quwwat al-Jawwiyya al-Misriyya

48 tra L-39C ed L-59E in servizio al giugno 2019.
 Estonia
- Eesti Õhuvägi

4 L-39C consegnati, 2 in servizio al dicembre 2019.
 Etiopia
- Ye Ithopya Ayer Hayl

21 L-39Z consegnati, 10 in servizio al gennaio 2020.
 Georgia
- Sak'art'velos samxedro-sahaero dzalebi

12 L-39ZA ricevuti, 8 in servizio al luglio 2020.
 Ghana
- Ghana Air Force

vedi Aero L-39NG
 Guinea Equatoriale
- Fuerza Aérea de Guinea Ecuatorial

2 L-39C consegnati.
 Iraq
- Al-Quwwat al-Jawwiyya al-'Iraqiyya

 Kazakistan
- Sil Vozdushnoy Oborony Respubliki Kazakhstan

Un numero compreso tra 8 e 13 L-39C ricevuti tra il 1996 ed il 2000. 13 L-39C in servizio al marzo 2021, 8 dei quali vengono sottoposti ad aggiornamento dalla ceca Aero Vodochody; due riconsegnati a marzo e due ad aprile 2021. Ulteriori 4 aerei riconsegnati ad ottobre 2021. Secondo altre fonti, sarebbero 25 gli esemplari consegnati e 18 quelli in servizio al marzo 2022.
 Kirghizistan
- Aeronautica militare del Kirghizistan

28 L-39C consegnati.
 Libia
- Al-Quwwat al-Jawwiyya al-Libiyya

181 L-39ZA consegnati.
 Lituania
- Karinės Oro Pajėgos

motore e avionica nuovi. Ricevute offerte di acquisto per L-159 ALCA.
 Mali
- Force aérienne de la République du Mali

4 L-39ZA di seconda mano ricevuti dalla Russia il 9 agosto 2022. Ulteriori 5 consegnati il 19 gennaio 2023. 4 L-39C consegnati ed entrati in servizio il 16 marzo 2023. Secondo altre fonti, in totale sarebbero 17 gli esemplari consegnati.
 Mozambico
- Força Aérea de Moçambique

1 L-39ZO acquistato di seconda mano in Romania.
 Nicaragua
- Forza aerea dell'Esercito nicaraguense

 Nigeria
- Nigerian Air Force

24 L-39ZA consegnati tra il 1985 e il 1987, 7 andati persi a partire dal 1989, 9 in servizio al luglio 2022.
 Romania
- Forțele Aeriene Române

32 L-39 consegnati dal 1981 e tutti ritirati dal servizio.
 Senegal
- Armée de l'air du Sénégal

vedi Aero L-39NG
 Russia
- Voenno-vozdušnye sily Rossijskoj Federacii

 Siria
- Al-Quwwat al-Jawwiyya al-'Arabiyya al-Suriyya

 Slovacchia
- Vzdušné sily Slovenskej republiky

8 tra L-39ZAM e L-39CM in servizio al marzo 2019.
 Stati Uniti
- United States Air Force

 Tagikistan
- Aeronautica militare e difesa aerea del Tagikistan

4 L-39C in servizio al febbraio 2023.
 Thailandia
- Kongthap Akat Thai

37 L-39ZA/ART (versione occidentalizzata dell'Aero L-39 Albatros, equipaggiato con avionica israeliana) consegnati a partire dal 1994 e tutti ritirati dal servizio il 31 marzo 2021. Tre esemplari sono stati venduti alla società privata olandese AEC Skyline a fine ottobre 2024.
 Tunisia
- Al-Quwwat al-Jawwiyya al-Jamahiriyya al-Tunisiyya

vedi Aero L-59 Super Albatros
 Turkmenistan
- Turkmenistan Air Force and Air Defense Force

 Ucraina

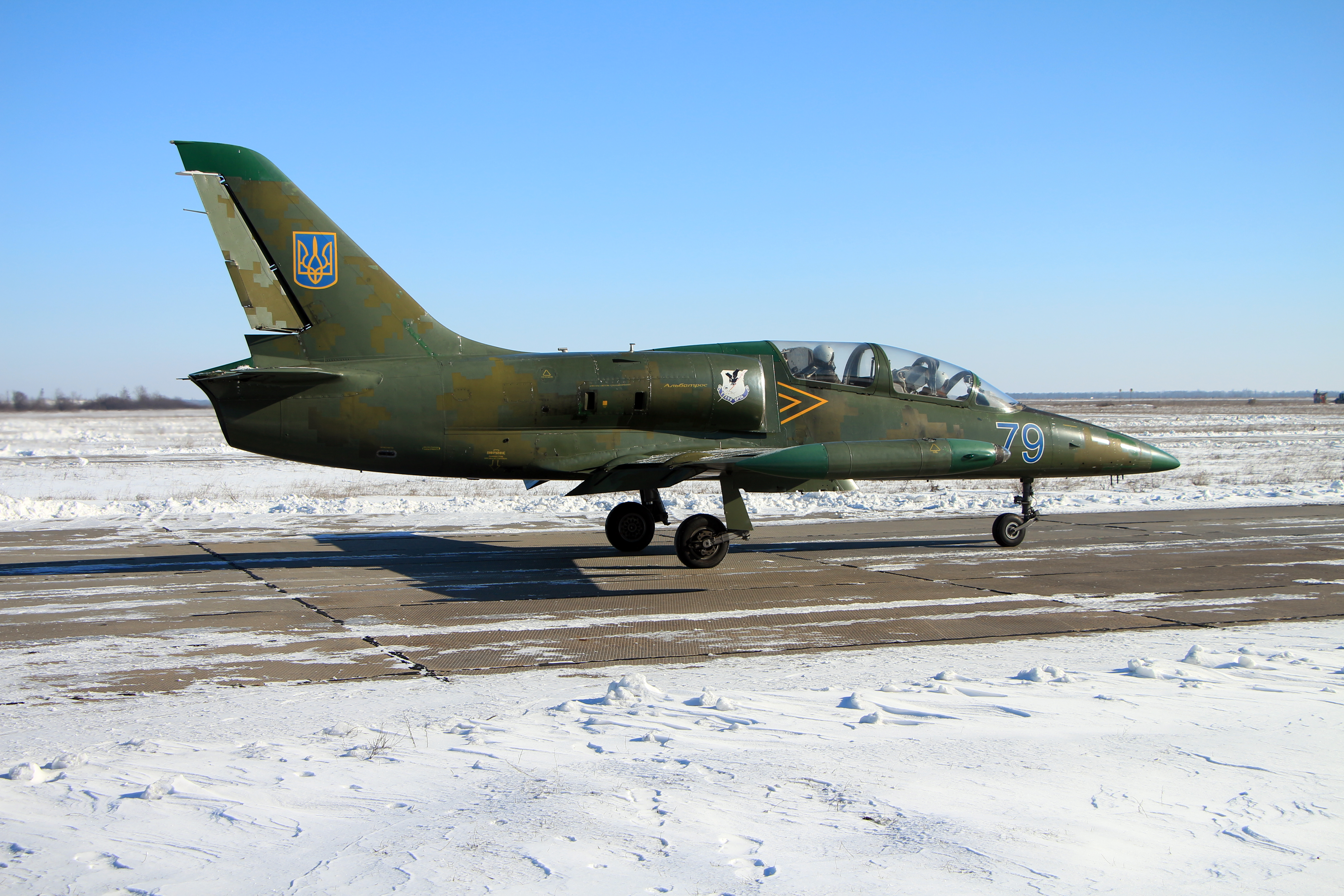
L-39 Albatros, Viys'kovo-Povitriani Syly Ukrayiny

- Viys'kovo-Povitriani Syly Ukrayiny

39 esemplari in servizio all'ottobre 2017.
 Uganda
- Ugandan Air Force

3 L-39ZO ex Aeronautica libica ricevuti nel 1987, 4 L-39ZA ex Aeronautica bulgara ricevuti nel 2002 e revisionati in Ucraina una prima volta nel 2009/2010 ed una seconda volta nel 2019/2020. Un singolo L-39ZO ex tedesco orientale acquistato sul mercato civile e, nel 2018, 3 ex L-39ZA bulgari e uno ex Aeronautica rumena si sono uniti alla flotta dopo essere stati revisionati e modernizzati da OAZ in Ucraina. Nel corso degli anni sono stati acquisiti anche altri due L-39, ed al marzo 2020 erano 14 gli esemplari in organico, anche se gli aerei visti in alcune occasioni non erano più di sette.
 Unione Sovietica
- Voenno-vozdušnye sily

 Ungheria
- Magyar légierő

24 L-39ZO ex Germania Est acquistati nel 1993 (quattro utilizzati come fonte per parti di ricambio), entrati in servizio a partire dal 3 marzo 1994 e ritirati dal servizio il 25 novembre 2009.
vedi anche Aero L-39NG
 Uzbekistan
- Aeronautica militare e difesa aerea dell'Uzbekistan

6 L-39C in organico sottoposti ad un programma di aggiornamento tra il 2019 ed il febbraio 2021 dalla Aero Vodochody.
 Vietnam
- Không Quân Nhân Dân Việt Nam

31 L-39C consegnati.
vedi anche Aero L-39NG
 Yemen
- Al-Quwwat al-Jawwiyya al-Yamaniyya

## Esemplari attualmente esistenti
- un L-39ZA con marca 140 è conservato al Museo dell'aviazione di Bucarest.[83]
- un Albatros L-39C è in gestione all'associazione sportiva Jet Fighter Training presso l'Aeroporto "Corrado Gex" di Aosta(attualmente sottoposto a fermo amministrativo)
- L'associazione francese Fly&Fun[84] utilizza l'Albatros L39 per effettuare voli a pagamento per promuovere la conoscenza e stimolare la passione per il volo acrobatico.